# Sainte-Maxime
Sainte-Maxime est une commune française située dans le département du Var, en région Provence-Alpes-Côte d'Azur.
Avec 14 394 habitants en 2022, il s'agit de la ville la plus importante du golfe de Saint-Tropez. Ses habitants sont appelés les Maximois et les Maximoises.

## Toponymie
En provençal, la ville était appelée Santa Maxima selon la norme classique ou Santo Maimo selon la norme mistralienne. Son nom provient de Maxime de Callian, sainte patronne de la commune, dont l'église paroissiale abrite des reliques.

## Histoire
Au XIIe siècle, l’abbaye Saint-André de Villeneuve-lès-Avignon y possédait l’église Sainte-Daumas, dans les Maures, dont elle percevait les revenus. En 1520 débute la construction de la Tour Carrée. Elle sera surélevée d'un étage en 1560. Le site est alors occupé par les Camelin, deux évêques de Fréjus au XVIIe siècle. En 1790, après la Révolution française, la tour est cédée comme bien national. Entre 1889 et 1949, la commune est desservie par la ligne à voie métrique de Toulon à Saint-Raphaël des chemins de fer de Provence.
Dès le début du XXe siècle, la ville connaît peu à peu les débuts du tourisme, qui ne fera que se développer par la suite. Dès le 15 août 1944, les plages de la Nartelle et des Eléphants comptent parmi les sites qui accueillirent les Alliés lors du débarquement de Provence,. La commune est décorée, le 11 novembre 1948, de la Croix de guerre 1939-1945.

## Géographie
La station borde la rive nord du golfe de Saint-Tropez. Protégée du mistral par les collines boisées du massif des Maures, elle s'ouvre au sud. Le sud de la commune, en bordure de la mer Méditerranée, est à une altitude proche de zéro. Plusieurs vallées, des fleuves côtiers traversant le territoire communal jusqu'à la mer, dans le sens nord-sud, sont entourées des collines du massif des Maures. Le point culminant de Sainte-Maxime, le Peigros, proche du col de Gratteloup, a une altitude de 526 mètres. Plusieurs fleuves côtiers traversent la commune de Sainte-Maxime : le Préconil, se jetant dans la mer Méditerranée près du port, ainsi que son affluent, le « Vallon de Bouillonnet » ; la Garonnette, se jetant dans la mer Méditerranée en limite de commune, à l'est, près des Issambres ; le « Vallon du Puèro ».

### Climat

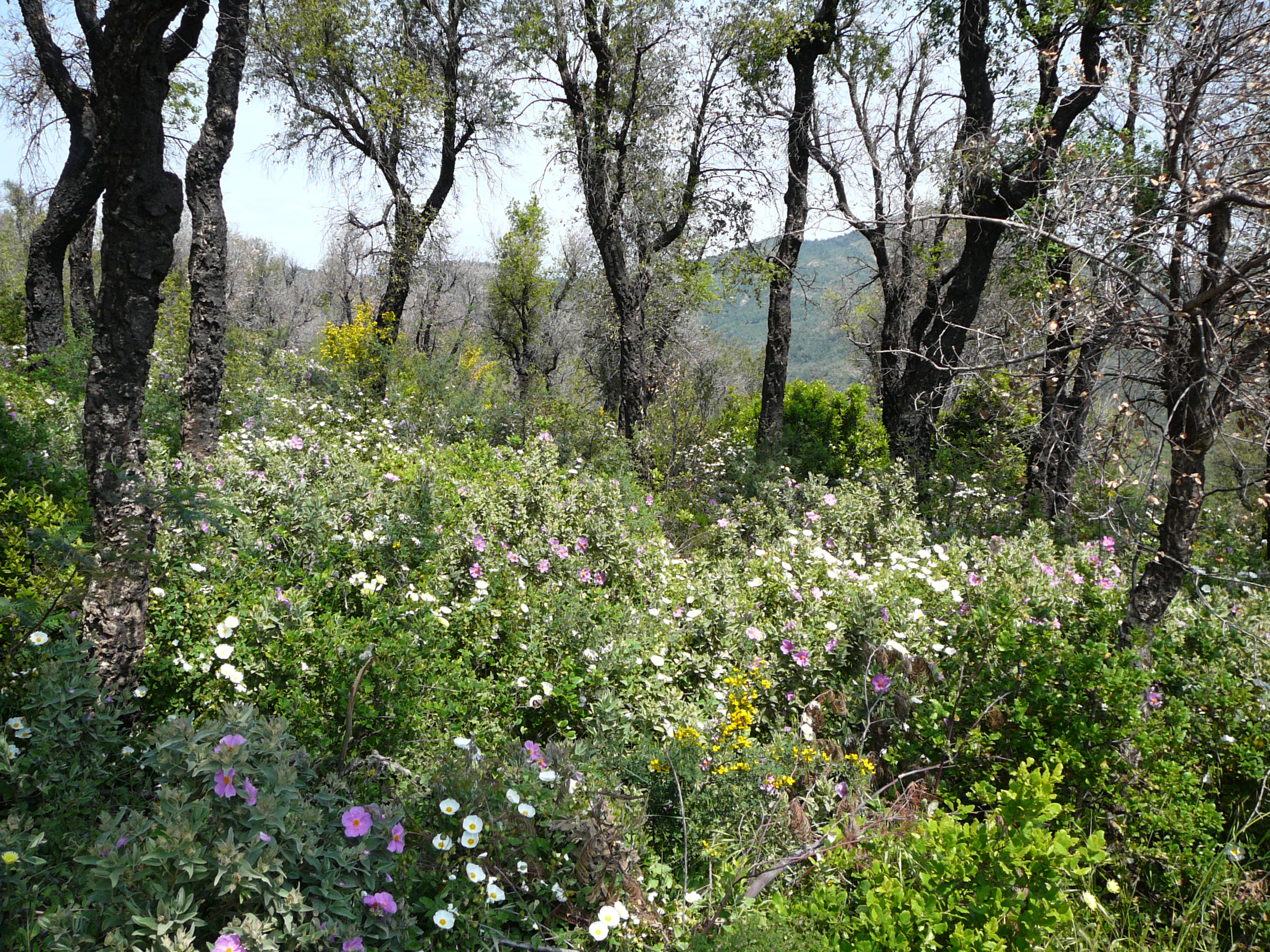
Végétation typique de maquis dans les hauteurs de Sainte-Maxime, au printemps.

Le climat de Sainte-Maxime est de type méditerranéen, avec des étés chauds et secs et des hivers frais et humides. Octobre est le mois le plus arrosé, mais les précipitations restent abondantes jusqu'en février. Juin, juillet et août sont les mois les plus secs avec parfois plusieurs semaines sans pluie. Il pleut en moyenne 700 millimètres par an. Les extrêmes climatiques sont rares à cause de la proximité de la mer même s'il y a parfois des épisodes de canicule, moins marqués que dans les terres néanmoins. Les températures négatives sont plutôt rares et les chutes de neige sont exceptionnelles, et elle fond souvent au cours de la journée. Grâce au massif des Maures, l'influence du mistral est moins marquée que pour les communes situées plus à l'ouest de la Provence comme Marseille ou Toulon.
La végétation est typiquement méditerranéenne avec une alternance de forêts de chênes, de pinèdes ainsi que du maquis où coexiste une forte biodiversité végétale : cistes, bruyères, lavandes, romarin. Ce climat très doux permet notamment la plantation de nombreuses espèces tropicales dans les jardins de la commune.

### Communes limitrophes
| Le Plan-de-la-Tour | Le Muy           | Roquebrune-sur-Argens |
| Grimaud            | Sainte-Maxime    | Roquebrune-sur-Argens |
| Grimaud            | Mer Méditerranée | Mer Méditerranée      |

### Voies de communications et transports
- Réseau routier : Sainte-Maxime est accessible par la route départementale RD 559 (ex-RN 98), qui longe le bord de mer depuis Fréjus, à l'est, ou Grimaud à l'ouest. La RD 25 permet de rejoindre l'autoroute A8 ( 36 Le Muy) et l'arrière-pays varois, par le col de Gratteloup.
- Transports en commun : les bus verts (simplicity/circuit vert et bleu) assurent toute l'année des navettes sur le territoire de Sainte-Maxime, 7 jours sur 7 durant la période estivale et du lundi au samedi en basse saison et pour un euro seulement.
- Transports maritimes : une navette maritime assure, dix mois par an, une liaison entre le port de Sainte-Maxime et celui de Saint-Tropez[6].
- Transports ferroviaires : les gares TGV les plus proches sont celles de Saint-Raphaël-Valescure et des Arcs - Draguignan. Des liaisons de bus relient chacune des gares à Sainte-Maxime[7].

## Urbanisme

### Typologie
Au 1er janvier 2024, Sainte-Maxime est catégorisée centre urbain intermédiaire selon la nouvelle grille communale de densité à sept niveaux définie par l'Insee en 2022.
Elle appartient à l'unité urbaine de Sainte-Maxime, une agglomération intra-départementale regroupant deux  communes, dont elle est ville-centre,,. Par ailleurs la commune fait partie de l'aire d'attraction de Sainte-Maxime, dont elle est la commune-centre,. Cette aire, qui regroupe 2 communes, est catégorisée dans les aires de moins de 50 000 habitants,.
La commune, bordée par la mer Méditerranée, est également une commune littorale au sens de la loi du 3 janvier 1986, dite loi littoral. Des dispositions spécifiques d’urbanisme s’y appliquent dès lors afin de préserver les espaces naturels, les sites, les paysages et l’équilibre écologique du littoral, tel le principe d'inconstructibilité, en dehors des espaces urbanisés, sur la bande littorale des 100 mètres, ou plus si le plan local d’urbanisme le prévoit.

### Occupation des sols
Le tableau ci-dessous présente l'occupation des sols de la commune en 2018, telle qu'elle ressort de la base de données européenne d’occupation biophysique des sols Corine Land Cover (CLC).

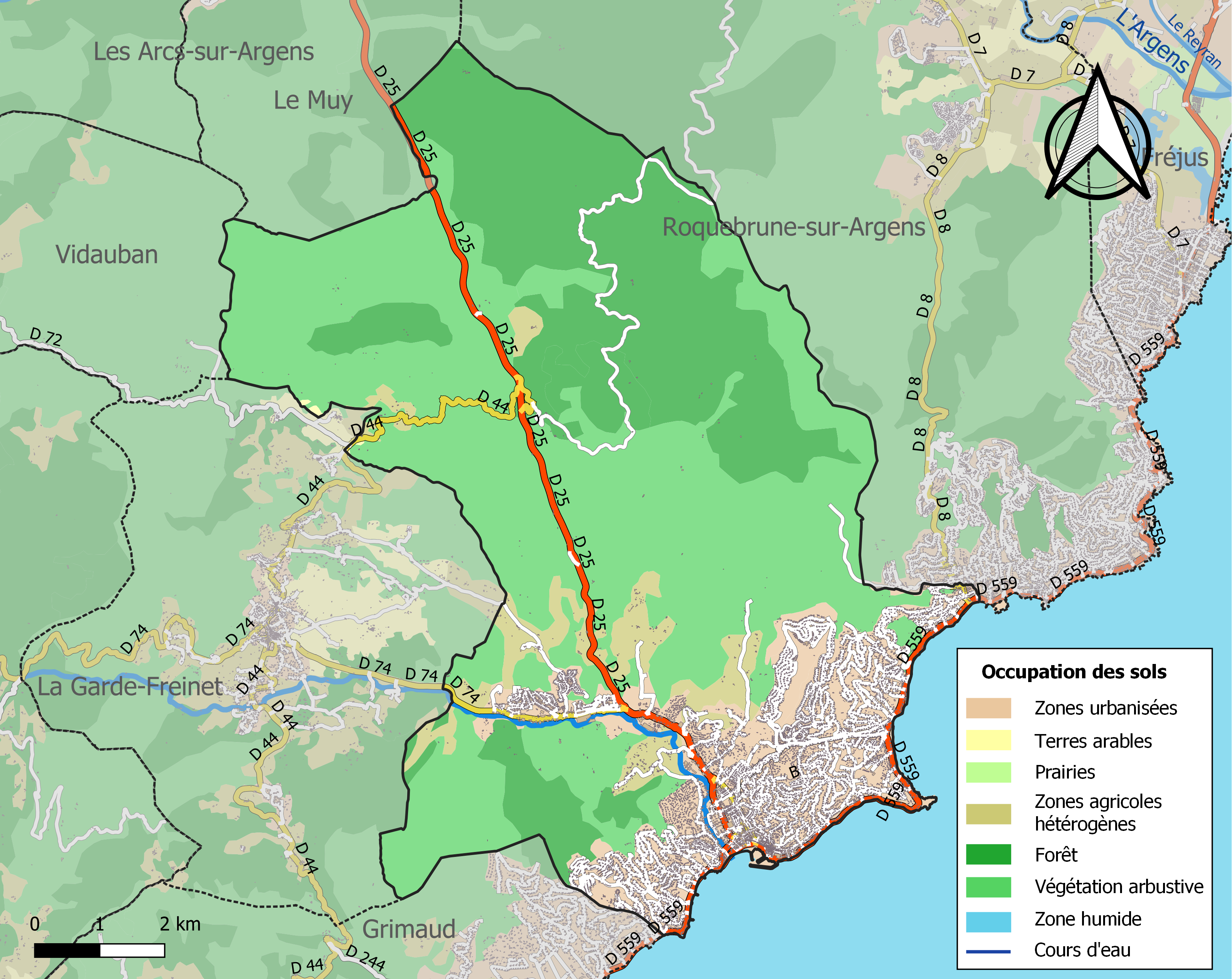
Carte des infrastructures et de l'occupation des sols de la commune en 2018 (CLC).

| Type d’occupation                                                                   | Pourcentage | Superficie (en hectares) |
| ----------------------------------------------------------------------------------- | ----------- | ------------------------ |
| Tissu urbain continu                                                                | 0,7 %       | 56                       |
| Tissu urbain discontinu                                                             | 14,3 %      | 1174                     |
| Zones industrielles ou commerciales et installations publiques                      | 0,9 %       | 77                       |
| Espaces verts urbains                                                               | 0,6 %       | 50                       |
| Équipements sportifs et de loisirs                                                  | 0,7 %       | 58                       |
| Vignobles                                                                           | 0,1 %       | 6                        |
| Vergers et petits fruits                                                            | 1,0 %       | 103                      |
| Systèmes culturaux et parcellaires complexes                                        | 4,7 %       | 384                      |
| Surfaces essentiellement agricoles interrompues par des espaces naturels importants | 0,9 %       | 77                       |
| Forêts de feuillus                                                                  | 4,1 %       | 341                      |
| Forêts de conifères                                                                 | 0,5 %       | 38                       |
| Forêts mélangées                                                                    | 23,7 %      | 1951                     |
| Végétation sclérophylle                                                             | 47,7 %      | 3927                     |
| Forêt et végétation arbustive en mutation                                           | 1,0 %       | 86                       |
| Mers et océans                                                                      | 0,1 %       | 11                       |
| Source : Corine Land Cover                                                          |             |                          |

## Politique et administration
Comme la grande majorité des villes du Var, la ville de Sainte-Maxime est plutôt orientée politiquement à droite.

## Population et société

### Démographie
L'évolution du nombre d'habitants est connue à travers les recensements de la population effectués dans la commune depuis 1793. Pour les communes de plus de 10 000 habitants les recensements ont lieu chaque année à la suite d'une enquête par sondage auprès d'un échantillon d'adresses représentant 8 % de leurs logements, contrairement aux autres communes qui ont un recensement réel tous les cinq ans,.

En 2022, la commune comptait 14 394 habitants, en évolution de +0,92 % par rapport à 2016 (Var : +4,98 %, France hors Mayotte : +2,11 %).
| 1793  | 1800 | 1806 | 1821 | 1831 | 1836  | 1841  | 1846 | 1851  |
| ----- | ---- | ---- | ---- | ---- | ----- | ----- | ---- | ----- |
| 1 200 | 964  | 994  | 954  | 943  | 1 101 | 1 166 | 956  | 1 030 |

| 1856 | 1861 | 1866  | 1872 | 1876 | 1881 | 1886  | 1891  | 1896  |
| ---- | ---- | ----- | ---- | ---- | ---- | ----- | ----- | ----- |
| 989  | 952  | 1 020 | 941  | 982  | 950  | 1 044 | 1 038 | 1 020 |

| 1901  | 1906  | 1911  | 1921  | 1926  | 1931  | 1936  | 1946  | 1954  |
| ----- | ----- | ----- | ----- | ----- | ----- | ----- | ----- | ----- |
| 1 122 | 1 149 | 1 390 | 1 503 | 2 211 | 2 623 | 2 628 | 2 688 | 3 096 |

| 1962  | 1968  | 1975  | 1982  | 1990   | 1999   | 2006   | 2011   | 2016   |
| ----- | ----- | ----- | ----- | ------ | ------ | ------ | ------ | ------ |
| 3 937 | 5 436 | 6 627 | 7 364 | 10 015 | 11 785 | 13 739 | 13 337 | 14 263 |

| 2021   | 2022   | - | - | - | - | - | - | - |
| ------ | ------ | - | - | - | - | - | - | - |
| 14 433 | 14 394 | - | - | - | - | - | - | - |

### Cultes
La paroisse catholique Sainte-Maxime dépend du diocèse de Fréjus-Toulon, doyenné de Saint-Tropez.

### Enseignement
La commune dépend de l'académie de Nice. Les élèves de Sainte-Maxime commencent leur scolarité dans la commune, qui comporte trois écoles maternelles, trois écoles primaires, dont une privée et deux collèges, dont un privé.

## Économie
L'économie de Sainte-Maxime repose principalement sur le tourisme. Le 11 mars 1922, la commune de Sainte-Maxime a été classée « station climatique ».
Depuis, la station continue d'améliorer son offre touristique. La plage a reçu le pavillon bleu en 2005. L'obtention de la dénomination Station touristique (classement en « station classée de tourisme » introduit par la loi du 14 avril 2006) en mai 2011 récompense ainsi une politique touristique de qualité. Cette distinction repose sur de nombreux critères. Station familiale, la ville de Sainte-Maxime accorde une attention particulière aux enfants. Le label « Famille Plus » a été obtenu en 2010. Ce label national vise à répondre de façon optimale aux attentes des familles en améliorant les prestations et les services.
Depuis février 2015, l'office de tourisme est classé catégorie 1. Sainte-Maxime est situé au kilomètre 42 de la route du Mimosa. La ville possède notamment un casino construit en 1929 ainsi qu'un parcours de golf.

### Agriculture
Sainte-Maxime fait partie des zones de production de l'huile d'olive de Provence AOC et des Côtes-de-provence, deux produits bénéficiant d'une AOC. La commune fait également partie des zones de production des vins de pays des Maures, des vins de pays de Méditerranée, et du miel de Provence, trois produits bénéficiant d'une IGP.

### Revenus de la population et fiscalité
Budget et fiscalité 2020
En 2020, le budget de la commune était constitué ainsi :
- total des produits de fonctionnement : 36 715 000 €, soit 2 589 € par habitant ;
- total des charges de fonctionnement : 34 786 000 €, soit 2 453 € par habitant ;
- total des ressources d’investissement : 5 757 000 €, soit 406 € par habitant ;
- total des emplois d’investissement : 6 117 000 €, soit 431 € par habitant ;
- endettement : 18 764 000 €, soit 1 323 € par habitant.

Avec les taux de fiscalité suivants :
- taxe d’habitation : 20,32 % ;
- taxe foncière sur les propriétés bâties : 21,36 % ;
- taxe foncière sur les propriétés non bâties : 50,65 % ;
- taxe additionnelle à la taxe foncière sur les propriétés non bâties : 35,33 % ;
- cotisation foncière des entreprises : 23,55 %.

Chiffres clés Revenus et pauvreté des ménages en 2019 : médiane en 2019 du revenu disponible, par unité de consommation : 21 720 €.

## Culture et patrimoine

### Manifestations culturelles et festivités

#### Janvier
- Salon du Bien Être
- Les Foulées Maximoises

#### Février
- Corso du mimosa : défilé et grande parade de chars fleuris en l'honneur du mimosa.
- Sainte-Maxime sur glace.

#### Mars
- Marathon du Golfe de Saint-Tropez.

#### Avril
- Bike Festival : deux journées consacrées aux mobilités douces. Fermeture de la route entre la Tour Carrée et la Pointe des Sardinaux le dimanche.

#### Mai
- Fest'Italia : grand marché italien proposant des produits venus directement d'Italie. Artisanat, gastronomie, mode, décorations mais aussi spectacles et animations au rendez-vous.
- Salon Vintage.
- Eurofestival Harley Davidson : festival européen officiel de la marque.
- Fête Patronale : célèbre l'anniversaire de la mort de sainte Maxime, patronne de la ville.
- Journées récréatives des enfants : une semaine entière réservée aux familles, se terminant par trois journées destinées aux enfants (spectacles, ateliers, animations...).
- SUP Race Cup : championnat de stand up paddle. Manche du Championnant de France.

#### Juin
- Fête de la Saint-Jean.
- Fête de la Saint-Pierre.

#### Juillet - Août
- Les Scènes d'Eté : tous les étés, une programmation est réalisée au théâtre de la mer, notamment avec des concerts de personnalités comme : Serge Lama, Laurent Gerra, Camelia Jordana, Alain Souchon, Calogero, Joyce Jonathan, Garou, Matt Pokora, Noëlle Perna, Tal, Patrick Bruel, Francis Cabrel, Jenifer, Louane, Mc Solaar, Michel Polnareff, Petit Biscuit ...
- Soirées Live en Ville. 3 groupes, 3 lieux. Tous les mardis en juillet et août et tous les jeudis de septembre.
- Soirées estivales : spectacles gratuits au Théâtre de la Mer en juillet et août

#### Septembre
- Fête des Vendanges : la traditionnelle fête des vendanges en l’honneur de la récolte du raisin qui débute dans la région.
- Salon Rêves Auto : plus grand salon de voitures de collections de la région, concours d'élégance, défilés ...

#### Octobre
- Vide dressing
- Soirée Closing d'Eté

#### Novembre
- Rallye du Var : épilogue traditionnel de la saison du championnat de France des Rallyes.
- Salon Vivez Provence

#### Décembre
- Festivités de Noël : fête foraine, illuminations, parades, arrivée du Père Noël, feu d'artifice ...

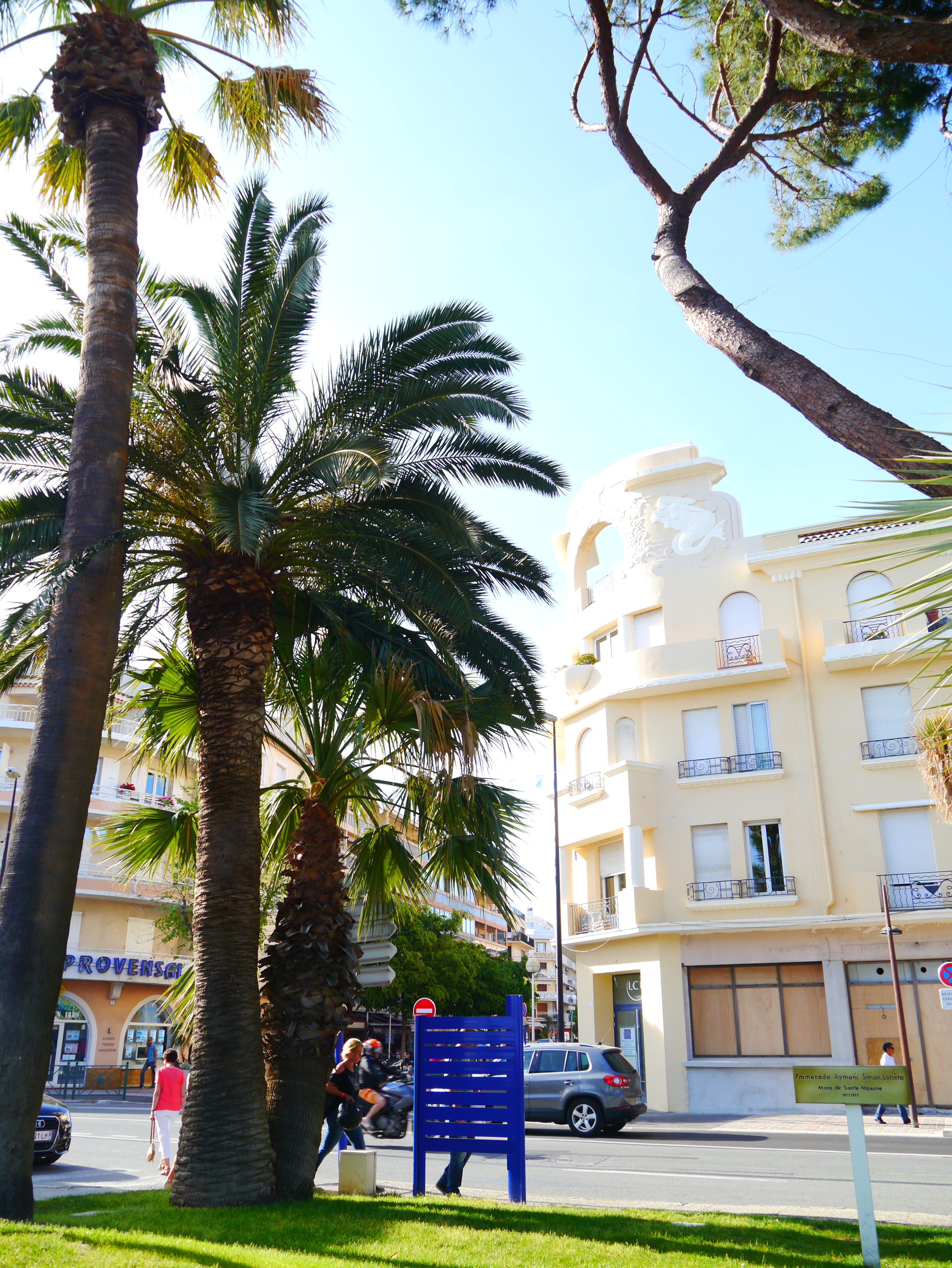
La façade Art déco de l'immeuble "Les Sirènes", bâti en 1929.
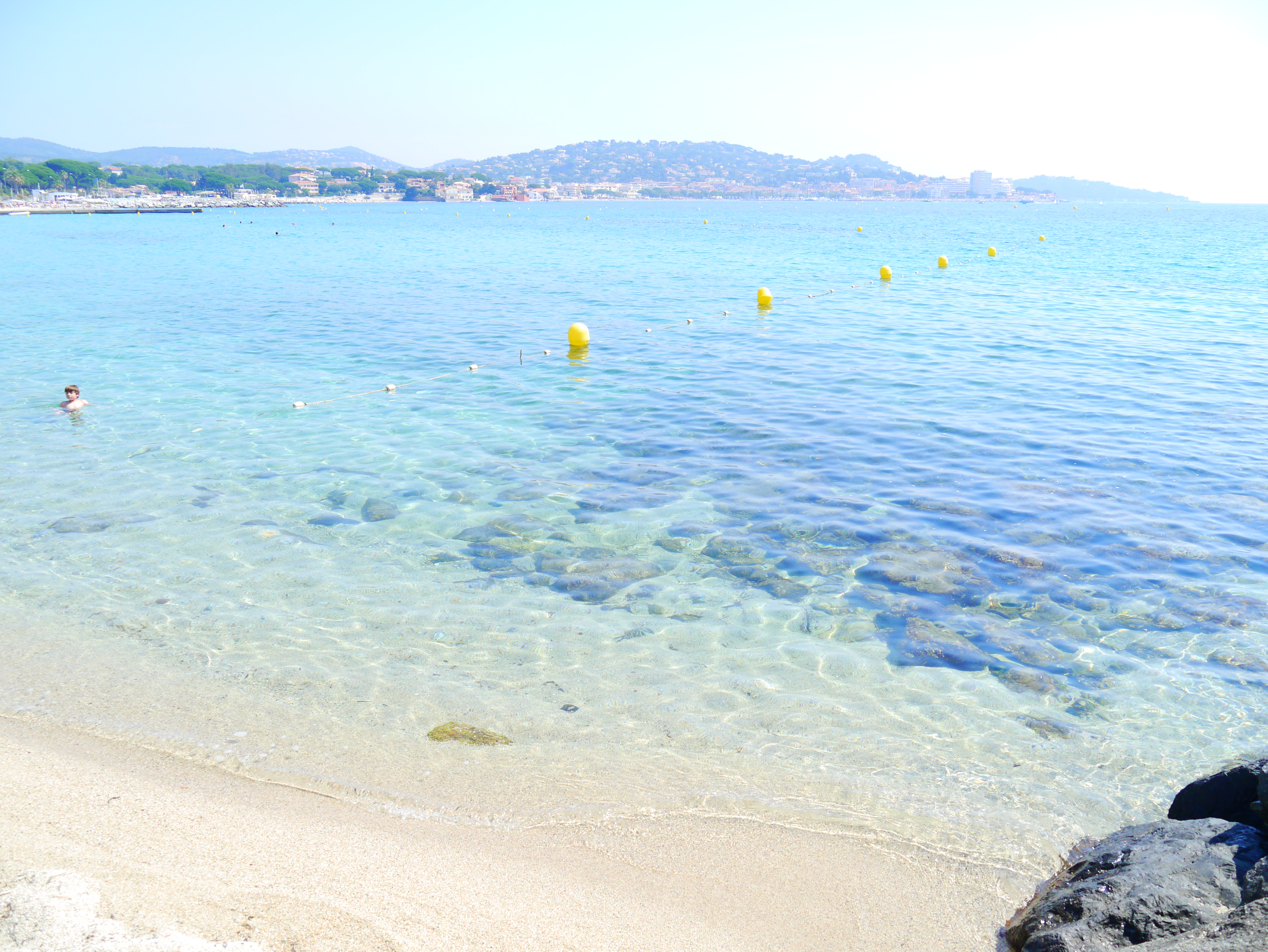
La plage de la Croisette.
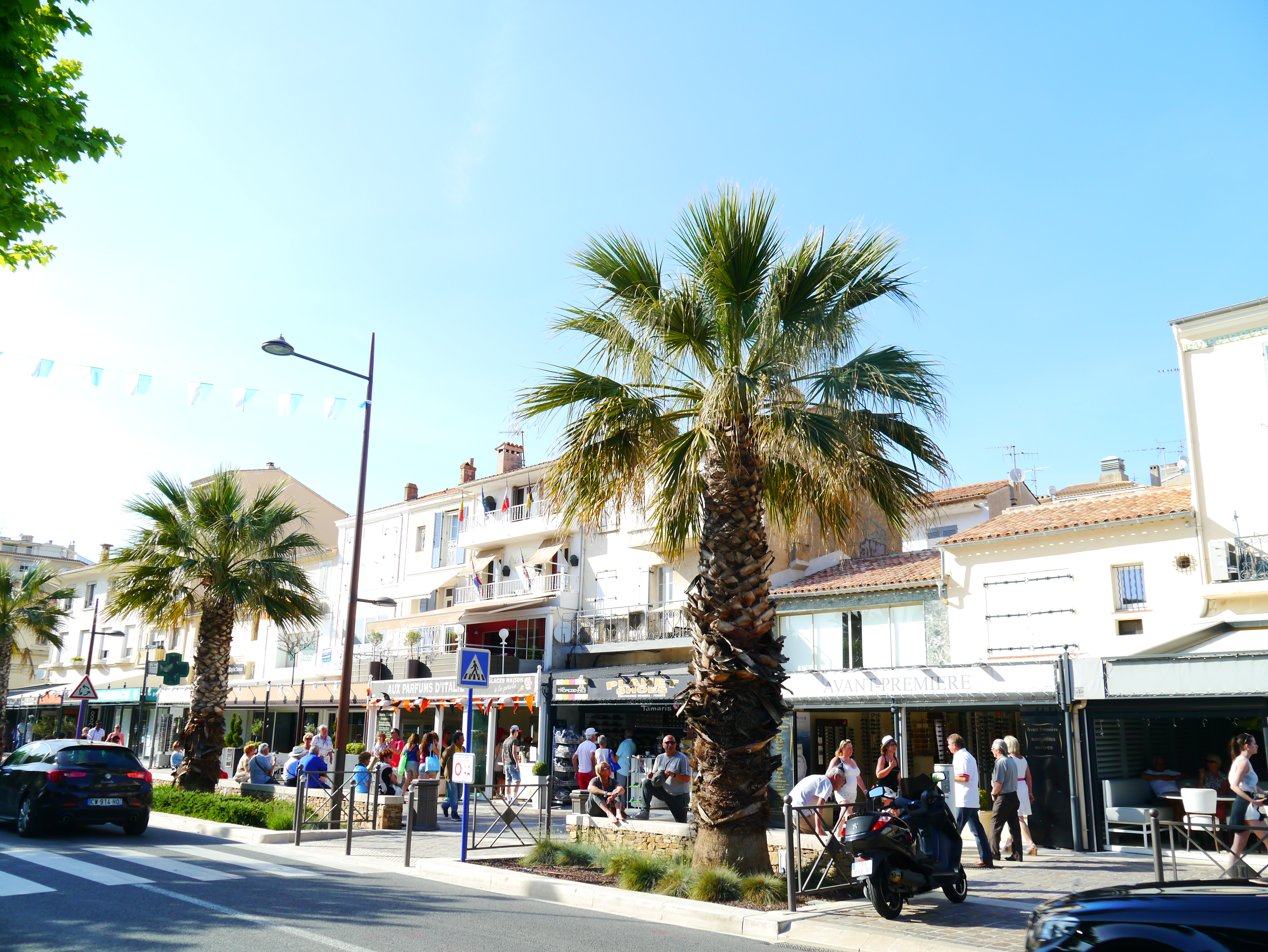
Commerce et restaurants près de la Promenade Simon-Lorière.
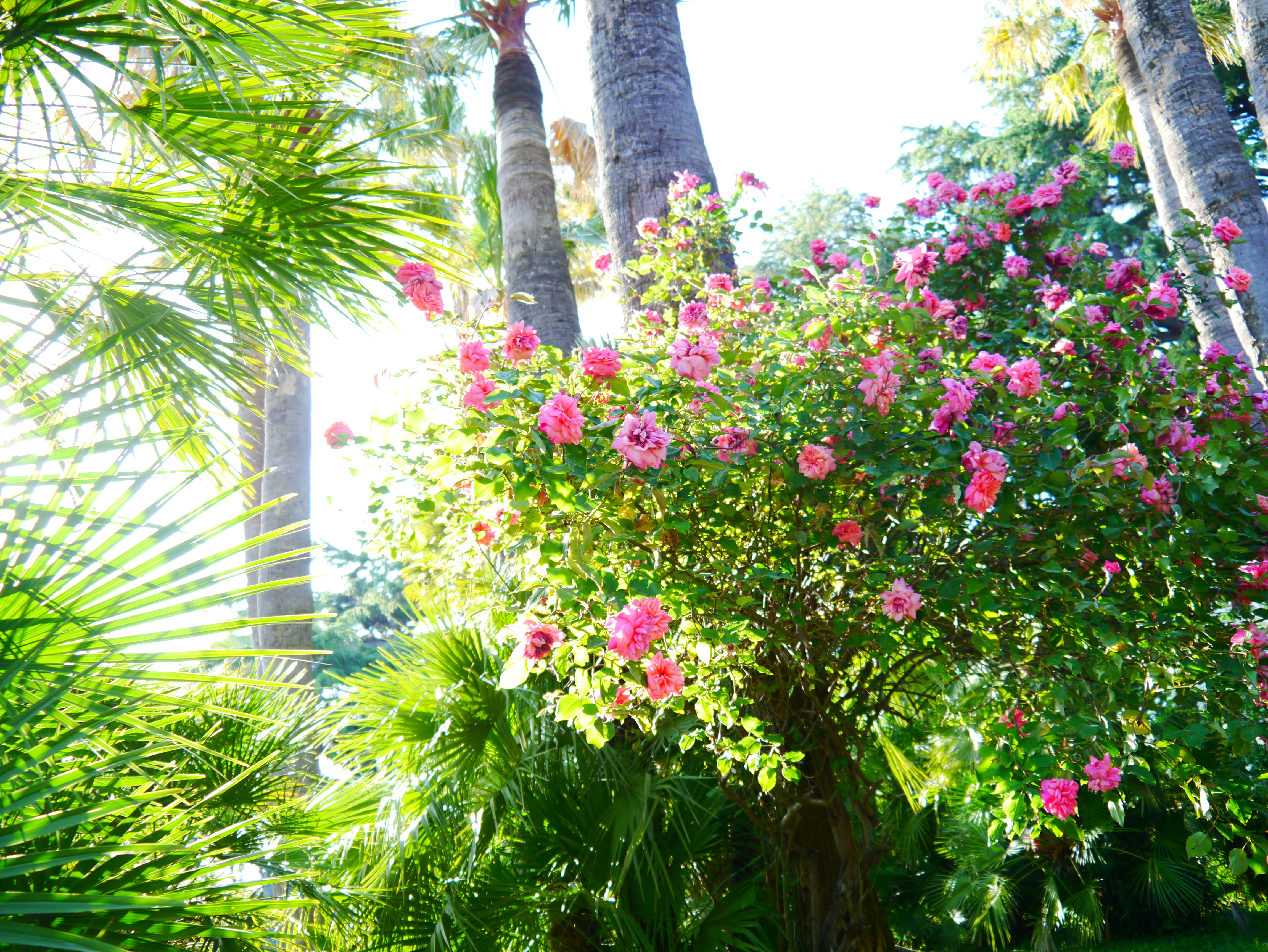
Les jardins de l'hôtel-château Léon Gaumont.
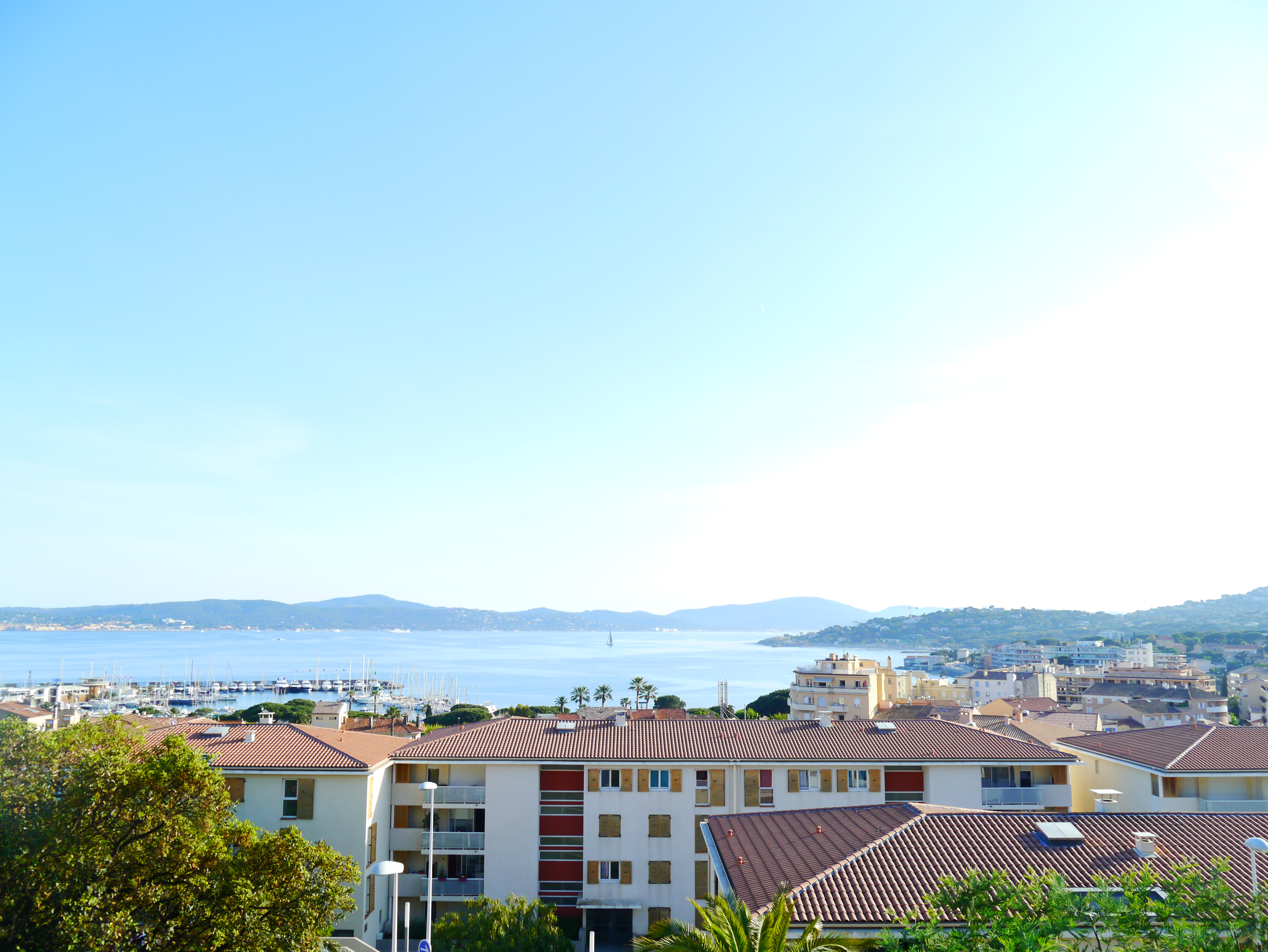
Une vue de la ville avec le golfe de Saint-Tropez en fond.
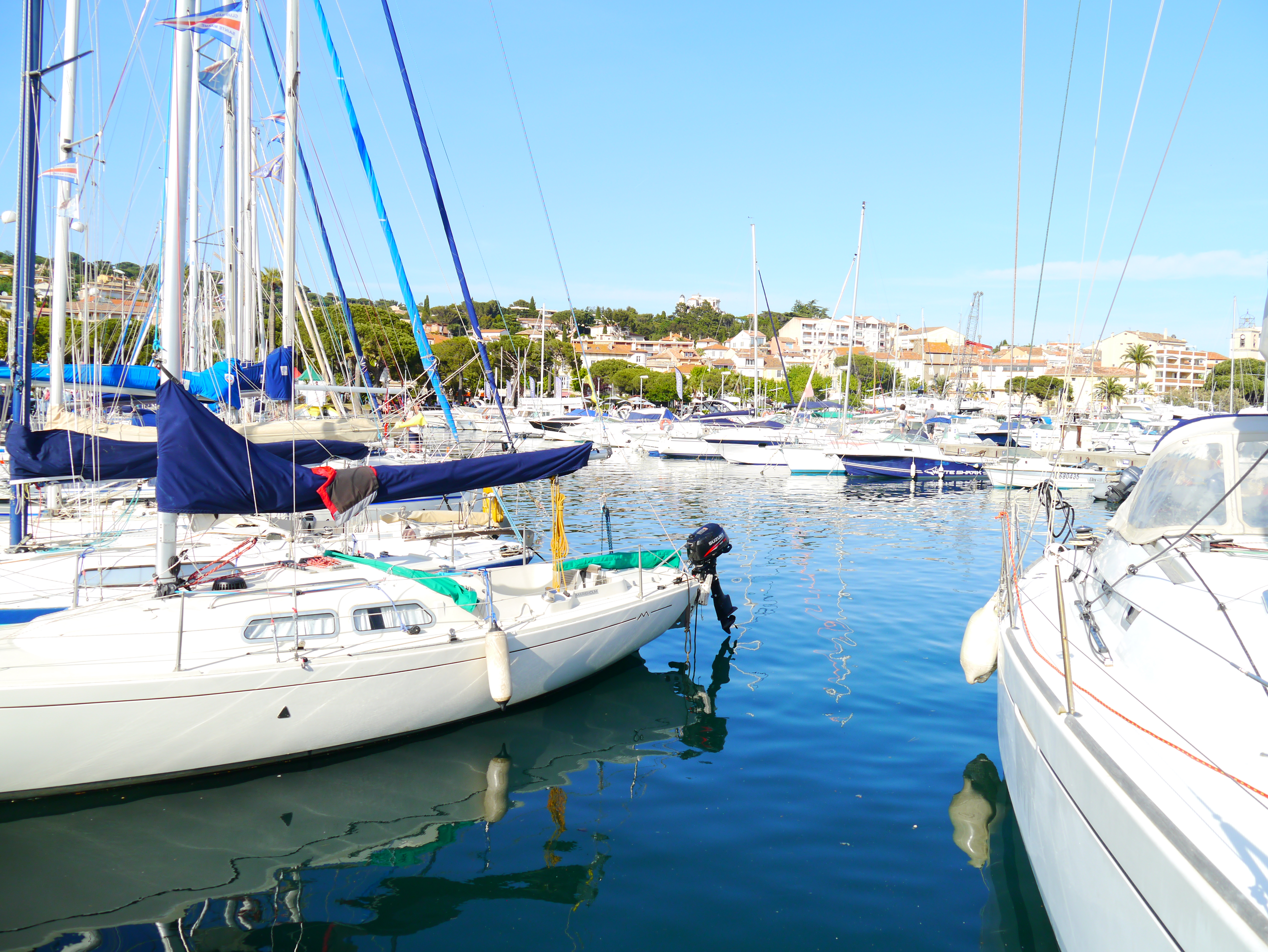
La marina de Sainte-Maxime.
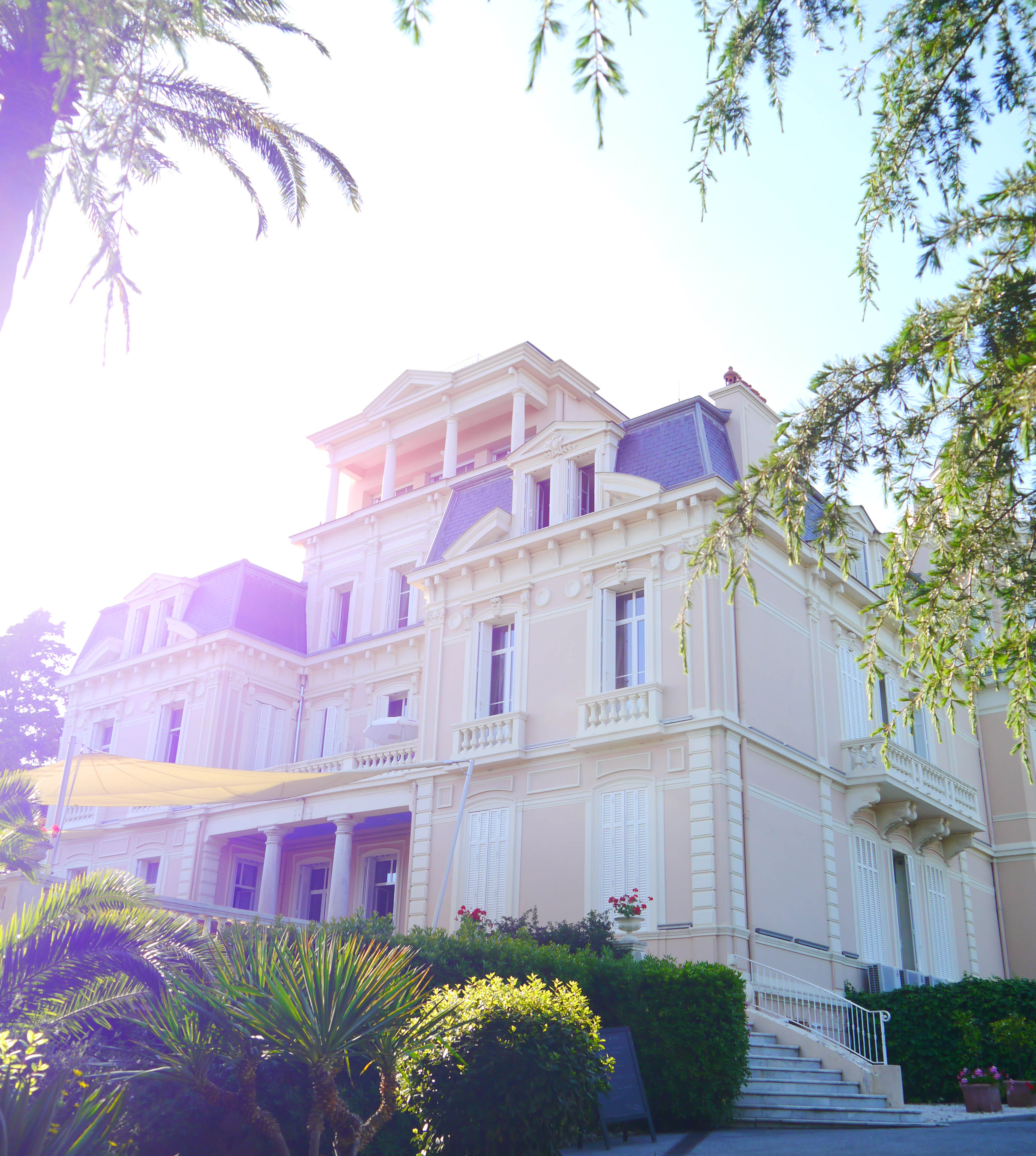
L'hôtel-château Léon Gaumont.
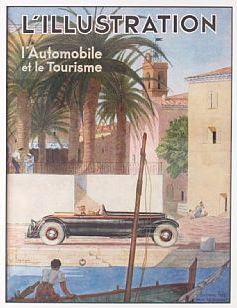
L'église de Sainte-Maxime par Georges Lepape (1933).

### Lieux et monuments

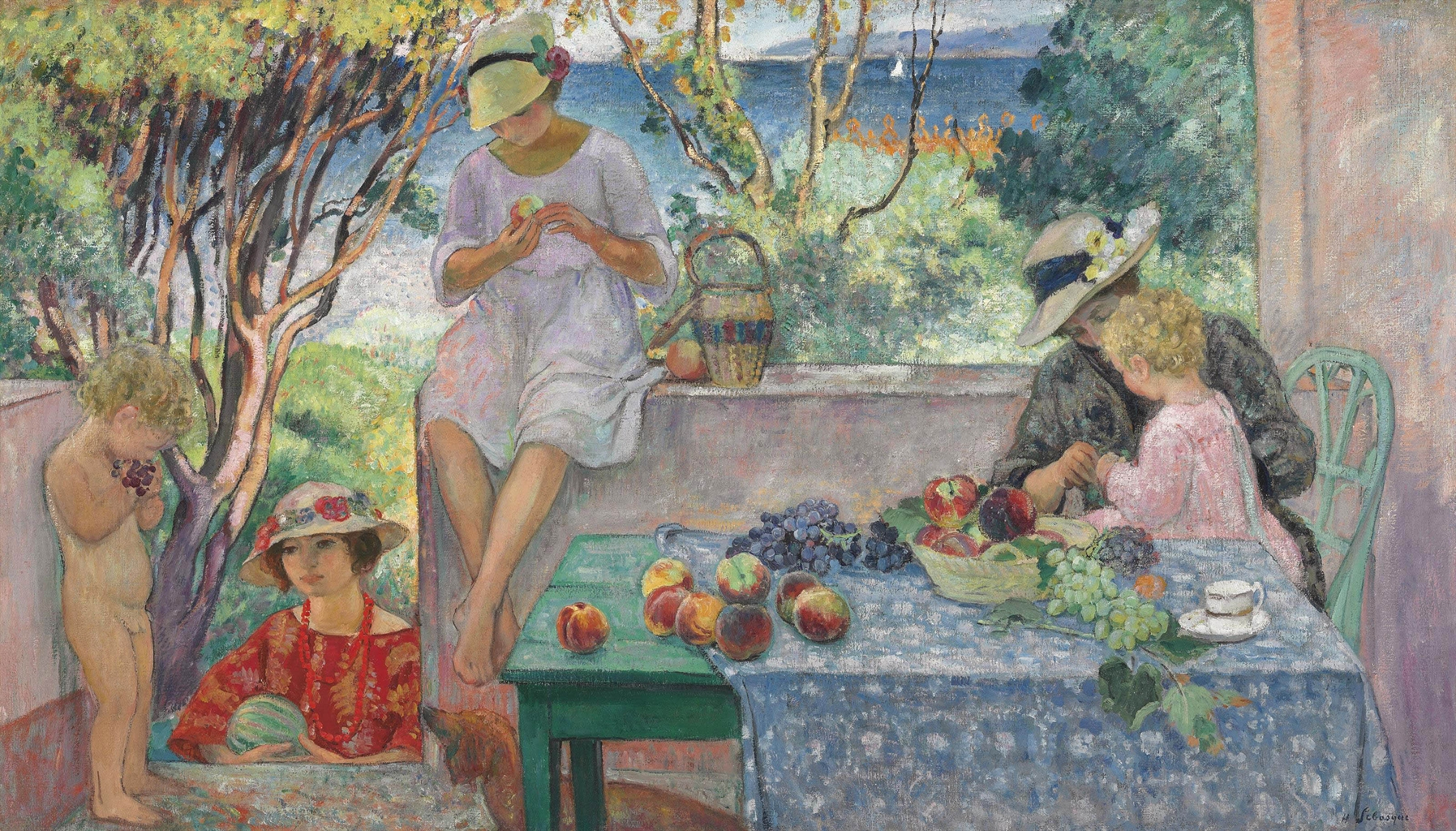
« Le goûter sur la terrasse à Sainte-Maxime » par Henri Lebasque.

- Le port est bordé par la place du Commandant-Bietti. Cet homme de Sainte-Maxime a participé à la libération de la ville ; à proximité, sur le bord des quais, on verra la première borne de la voie libératrice « Sainte-Maxime-Langres »[29].
- Monument aux morts[30].
- Mémorial du Débarquement des forces alliées[4].

- L'église Sainte-Maxime possède un bel autel en marbre du XVIIIe siècle[31]  et une cloche de 1733[32],[33].

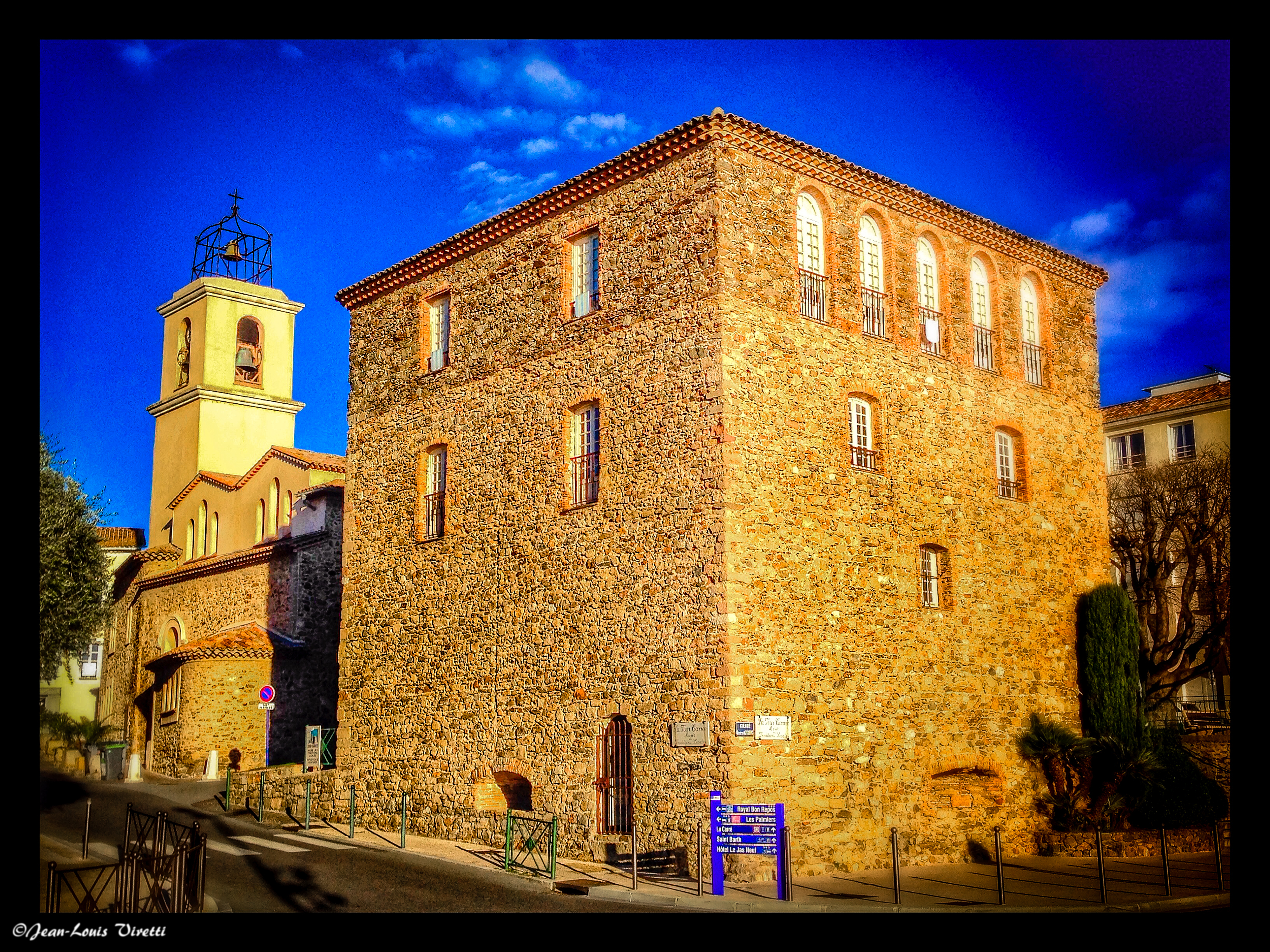
Tour Carrée.

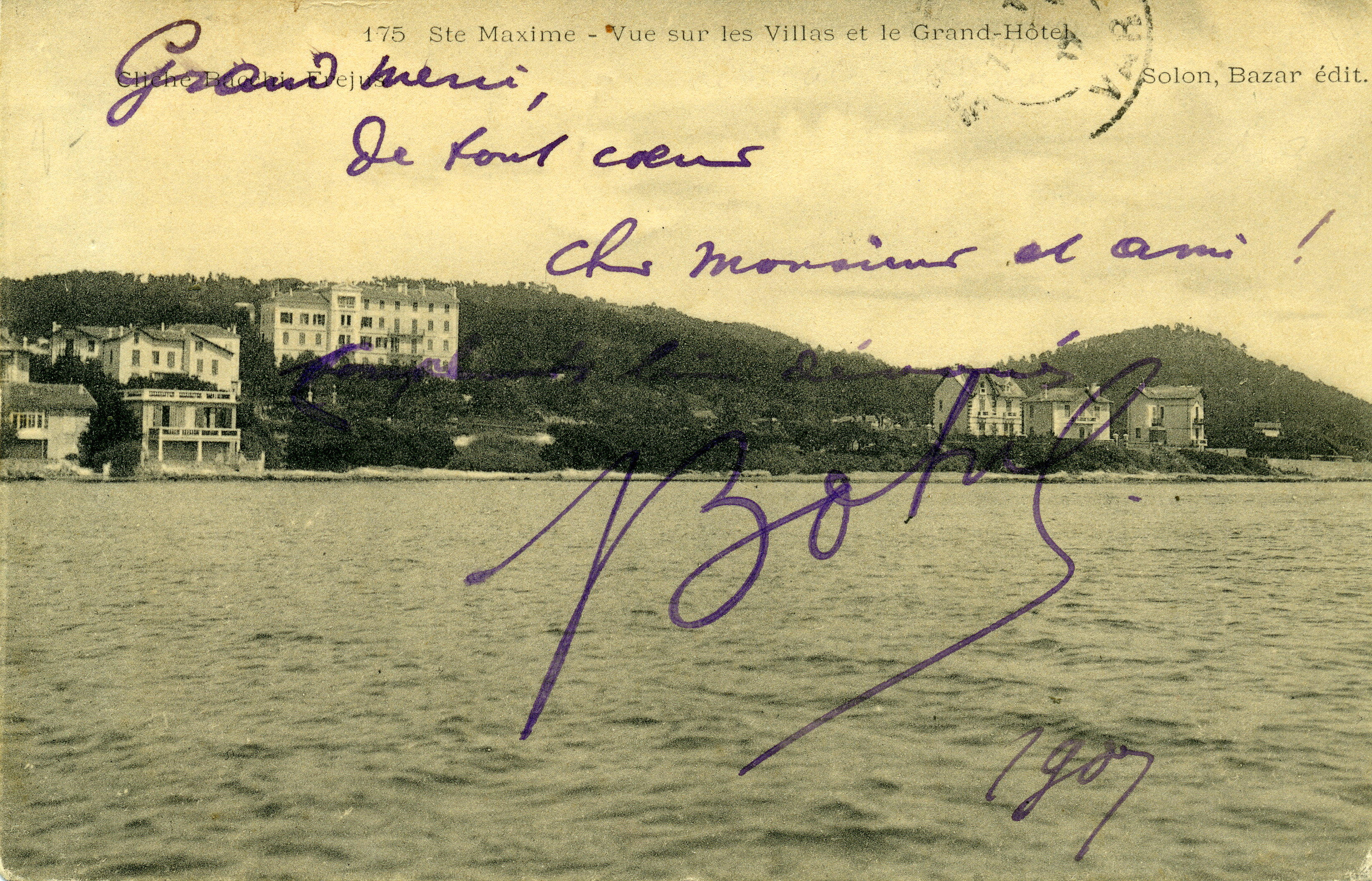
Carte postale de Sainte-Maxime avec autographe de Théodore Botrel, 1907.

- Vivier des Sardinaux, d'époque romaine, fouillé en 2002 par l'Association Archéologique Aristide Fabre.
- Face à l'église se trouve la Tour Carrée. Cette tour abrite aujourd'hui le musée de Sainte-Maxime, au dernier étage qui permet aussi de voir une belle vue sur le golfe de Saint-Tropez et le port, vous trouverez une salle d'exposition temporaire. Elle a été inscrite sur l'inventaire supplémentaire des monuments historiques par arrêté du 29 août 1977 et a abrité dans les années 1930 la mairie de Sainte-Maxime. La Tour Carrée des Dames, érigée au XVIe siècle par des moines, servit par la suite aux audiences de justice et abrite aujourd'hui le musée de la Tour Carrée : musée consacré au folklore et traditions locales, qui présente des expositions temporaires ou permanentes de costumes et d’objets divers relatifs à l’histoire provençale, à l’artisanat et à la pêche[34]. Visites guidées de la Tour Carrée.
- Le Sémaphore, haut de 127 mètres(. De ses abords, la vue sur la côte englobe un panorama du cap Sardineau au cap Saint-Pierre, De là, la vue s'étend sur le massif des Maures et même jusqu'à la chaîne des Alpes françaises et les îles de Lérins[35].
- Le musée du phonographe et de la musique mécanique présente une collection unique en Europe de plus de 300 appareils, des origines à nos jours[36].
- Le château des Tourelles (aussi nommé château Kéler -ou Keller-, château Gaumont ou château Meissonier), construit en 1883 par Jules Antoine Meissonier[37]. Léon Gaumont acheta le domaine en 1912. Ce château lui servit à plusieurs reprises de cadre pour le tournage de films, notamment Judex et Le Penseur. En 1930, Léon Gaumont s'y retira définitivement et y mourut en 1946[38].
- Le Meinier site de l'âge du fer, qui appartint à l'écrivain Victor Margueritte
- La villa Bellevue, construite en 1926, elle est inscrite au titre des monuments historiques depuis 2004[39].

### Blasonnement
|  | Les armoiries de Sainte-Maxime se blasonnent ainsi : De gueules à la tour d'or, maçonnée, ouverte et ajourée de sable. |

### Personnalités liées à la commune

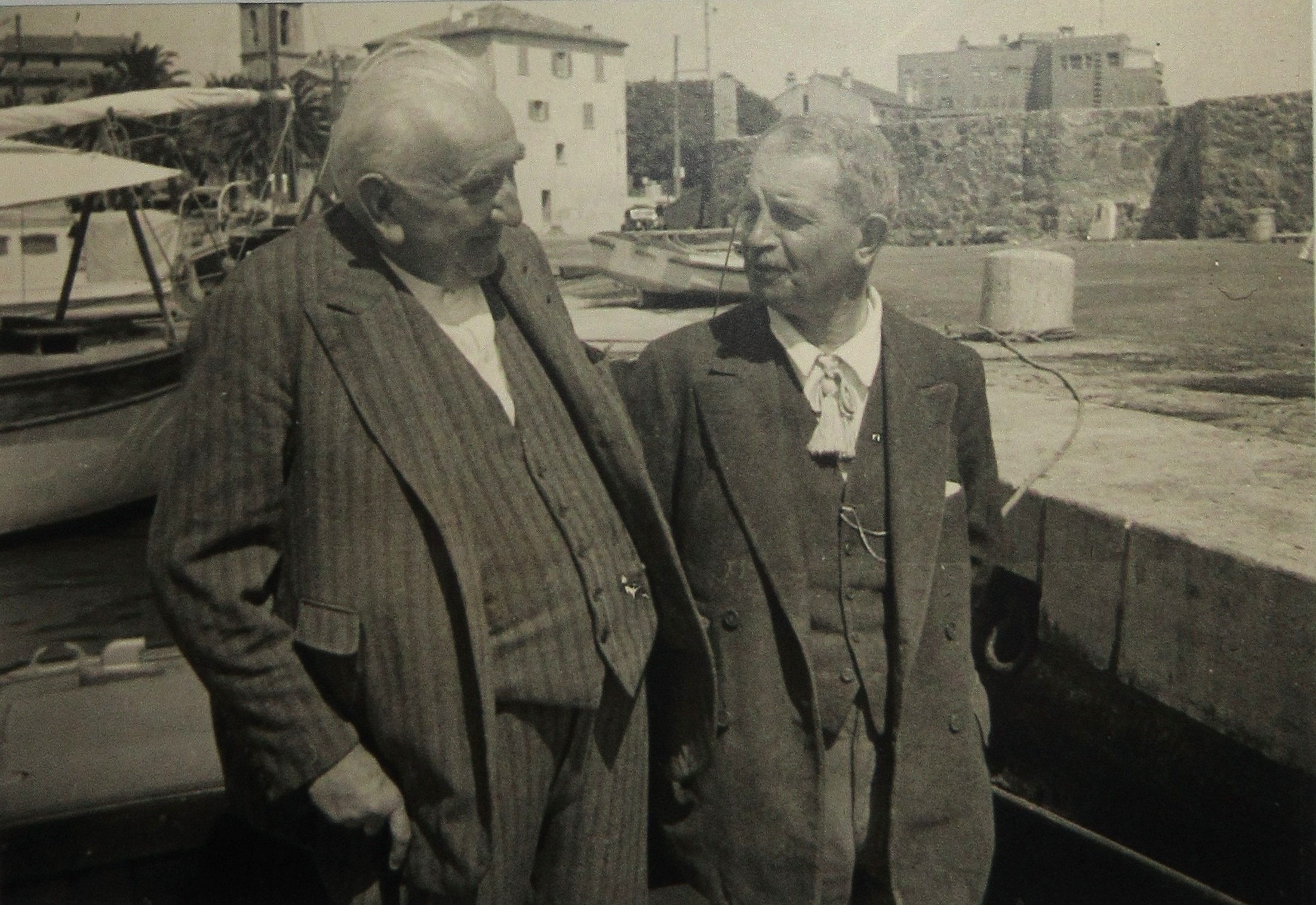
Louis Lumière (à gauche) rendant visite à Léon Gaumont à Sainte-Maxime vers 1930.
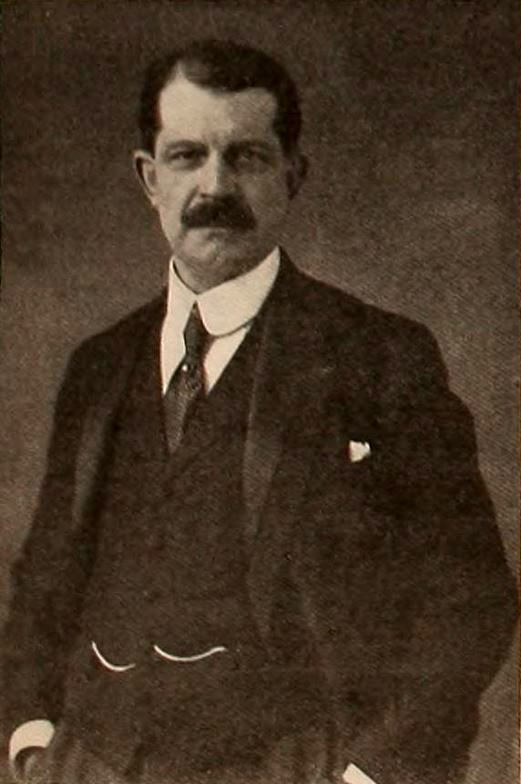
L’inventeur, ingénieur et industriel Léon Gaumont.
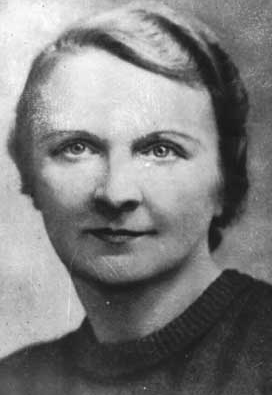
Berty Albrecht (1883-1943), résistante française, Compagnon de la Libération.
Le roi Charles XVI Gustave en 2018.
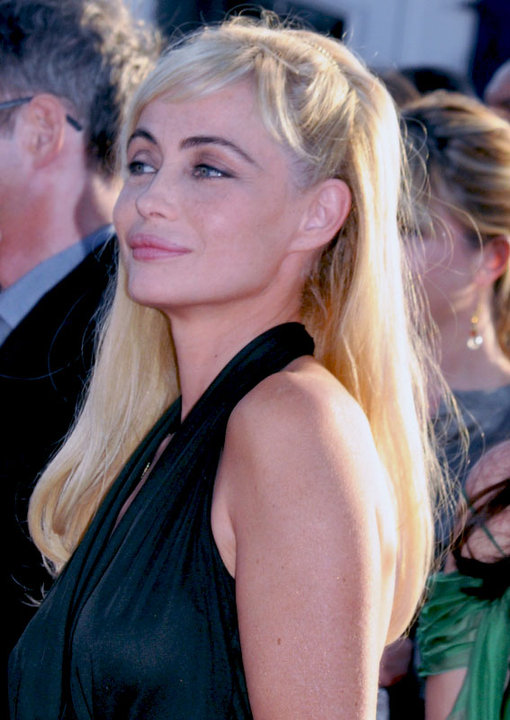
Emmanuelle Béart au festival de Deauville 2010.
Antoine d'Ormesson (à g.) avec Louis Velle, Frédérique Hébrard et Jean Verdier à Sainte-Maxime.

- Maxime (de Callian), sainte patronne de la commune, l'église de Sainte-Maxime abrite des reliques.
- Léon Gaumont, industriel du cinéma.
- Raoul Nordling, homme d'affaires, consul suédois.
- Berty Albrecht, résistante.
- Henri Frenay, résistant, homme politique.
- Bertil de Suède, héritier présomptif du trône de Suède.
- Lilian de Suède, duchesse consort de Halland.
- Charles XVI Gustave de Suède, roi de Suède.
- Jacques Sadoul, maire de Sainte-Maxime de 1945 à 1947.
- Victor Margueritte, écrivain.
- Paul Géraldy, poète, dramaturge.
- Michel Constantin, acteur.
- François Deguelt, auteur-compositeur-interprète.
- David Ginola, footballeur.
- Emmanuelle Béart, actrice.
- Georges Lepape, dessinateur de mode, affichiste, illustrateur.
- Claude Lepape, peintre, décorateur.
- Robert Chapatte, journaliste, coureur cycliste.
- Roger Couderc, journaliste.
- Armand Mestral, chanteur, acteur.
- Mario Zatelli, footballeur, entraîneur.
- Just Fontaine, footballeur.
- Louis Finot (football), footballeur.
- Roger Orengo, footballeur.
- Paul Aïzpiri, peintre figuratif.
- Antoine d'Ormesson, compositeur, réalisateur, architecte de golfs.
- Janie Marèse, actrice.
- Alain Douarinou, directeur de la photographie.
- Marielle Goitschel, skieuse.
- Frédéric Vitoux, écrivain, journaliste.
- Daniel Biga, poète.
- Horace de Carbuccia, homme politique, éditeur.
- Adry de Carbuccia, productrice de cinéma.
- Bertrand Tavernier, réalisateur, scénariste, producteur.
- Aguigui Mouna, philosophe libertaire.
- Jean de Brunhoff, dessinateur, créateur de Babar.
- Colette, femme de lettres.
- Gaston Rébuffat, alpiniste, écrivain, documentariste.
- Anton Geesink, judoka.
- Aymeric Simon-Lorière, homme politique.
- René Crevel, écrivain, poète.
- Joseph Peyré, écrivain.
- Alexander Patch, général de l'US Army.
- Théodore Botrel, auteur-compositeur-interprète, barde.
- Antoine Pinay, homme politique.
- Zygmunt Chlosta, footballeur.
- Antoinette Sasse, artiste peintre, résistante.
- Henri Lebasque, peintre post-impressionniste.
- Maurin des Maures, personnage du roman éponyme de Jean Aicard.
- Charles Camoin, peintre fauviste.
- James Huth, réalisateur et scénariste.
- Jean-Pierre Decourt, réalisateur et scénariste.
- Roger Sommer, aviateur.
- Antonin Artaud, écrivain.
- Laurence Boulay, musicologue et claveciniste.
- François Patrice, comédien et animateur.
- Jean de Lespinasse, céramiste.
- Michel Ciry, peintre, graveur, écrivain et compositeur.
- Raymond Couvègnes, sculpteur.
- Léon Azéma, architecte.
- Marcel Bleustein-Blanchet, publicitaire.
- Michel Sardou, chanteur et comédien.
- André Quellier, peintre figuratif.
- René Darde, architecte.
- Martine de Breteuil, actrice, directrice de théâtre.
- Colette Thomas, comédienne et écrivaine.
- Philippe Condroyer, réalisateur et scénariste de cinéma et de télévision.
- Philippe Lellouche, acteur, réalisateur, animateur et chanteur.
- Jacques Guignard, pilote d'essai.
- Mélanie Lafenêtre, championne du monde de SUP.
- Jean-Baptiste Bernaz, athlète olympique catégorie Voile.

### Jumelages
| Sainte-Maxime Neuenbürg Anderlecht |

| Bellport (New York) |

- Neuenbürg (Allemagne) depuis 1993 ;
- Matthews (Caroline du Nord) (États-Unis)

#### Pacte d'amitié
- Anderlecht, commune de la région de Bruxelles de 100 000 habitants.

Sainte-Maxime est jumelée avec Matthews en Caroline du Nord.